# سام ولز
سام ولز (13 يوليو 1984 بدنيدن في نيوزيلندا - ) (بالإنجليزية: Sam Wells)‏ هو لاعب كريكت نيوزلندي. شارك مع منتخب نيوزيلندا الوطني للكريكت. أما مع النوادي، فقد لعب مع فريق أوتاغو للكريكت ‏.

## وصلات خارجية
- سام ولز على موقع إي آس بي آن كريك إنفو (الإنجليزية)